# Mirta Roses Periago
Mirta Roses Periago, née le 20 octobre 1945 à Santa Fe, est une épidémiologiste argentine et directrice de l'Organisation panaméricaine de la santé (OPS) jusqu'au 31 janvier 2013.

## Carrière
Elle a obtenu son diplôme de médecine en 1969 à l'université nationale de Córdoba en Argentine, et des qualifications supplémentaires en médecine tropicale, santé publique et en épidémiologie auprès d'autres institutions en Argentine.
Elle a pris ses fonctions en tant que directrice de l'OPS, le 1er février 2003, pour un premier mandat de cinq ans ; elle est la première femme à la tête de l'organisation ainsi que la première femme directeur régional de l'Organisation mondiale de la santé. Elle a été réélue de 2007 à 2012 et sera suivie à ce poste par Carissa Etienne.

## Prix et distinctions
Mirta Roses Periago a reçu de nombreuses récompenses, dont l'ordre civil de la Santé (Espagne); l'Ordre de la Santé Publique, l'ordre de Marshall Santa Cruz (Forces Armées), la médaille du Mérite agricole, et l'ordre de Bolívar le Libérateur (Bolivie); la Décoration du Mérite de la Santé Publique et l'Ordre national Honorato Vásquez (Équateur); l'ordre José de Marcoleta et de l'ordre de la Liberté Pedro Joaquín Chamorro (Nicaragua); et l'ordre du mérite de Duarte, Sánchez et Mella (République dominicaine).
En 2003, la Fondation Konex en Argentine lui a accordé le prix Konex de Diamant, l'une des récompenses les plus prestigieuses en Argentine, en tant que l'une des scientifiques les plus importants de la dernière décennie dans son pays.
Roses Periago a été récompensée par des postes de professeure émérite à l'Escuela Andaluza de Salud Pública (es), à Grenade, en Espagne; l'Universidad Mayor de San Andrés en Bolivie, l'Universidad Tecnológica Equinoccial, en Équateur; la Universidad Nacional Autónoma de Nicaragua (es) à León, l'université de San Marcos au Pérou, et l'université autonome de Saint-Domingue en République dominicaine. Elle a également reçu des doctorats honorifiques de l'université nationale de Córdoba en Argentine, de l'université autonome métropolitaine, au Mexique, l'Universidad Nacional Autónoma de Nicaragua à León, l'Universidad Peruana Cayetano Heredia (es) et l' Universidad Central del Este (en) en République dominicaine.